# دهستان گنج‌آباد
دهستان گنج‌آباد نام دهستانی در بخش اسماعیلی شهرستان جیرفت، استان کرمان در ایران است. براساس سرشماری مرکز آمار ایران در سال ۱۳۸۵، جمعیت آن ۹۴۲۷ نفر (۱۹۶۹ خانوار) بوده‌است.